# Aira caryophyllea subsp. uniaristata
Aira caryophyllea subsp. uniaristata é uma subespécie de planta com flor pertencente à família Poaceae. 
A autoridade científica da subespécie é (Lag. & Rodr.) Maire, tendo sido publicada em Flore de l'Afrique du Nord : 2: 350. 1953.

## Portugal
Trata-se de uma subespécie presente no território português, nomeadamente em Portugal Continental.
Em termos de naturalidade é nativa da região atrás indicada.

## Protecção
Não se encontra protegida por legislação portuguesa ou da Comunidade Europeia.